# Makapili
El Makabayang Katipunan ng mga Pilipino (en español: Asociación Patriótica de Filipinos), más conocida como Makapili, fue un grupo militante formado en Filipinas el 8 de diciembre de 1944 durante la Segunda Guerra Mundial para brindar ayuda militar al Ejército Imperial Japonés. El grupo estaba destinado a estar en igualdad de condiciones con el ejército japonés y sus líderes fueron designados con rangos que eran iguales a sus homólogos japoneses.

## Antecedentes
Los japoneses decretaron que el grupo se fundara el 8 de diciembre de 1944 cuando reunieron a muchos de los simpatizantes del extinto Partido Ganap nacionalista, que era una rama de los sakdalistas o aquellos que ayudaron a los japoneses en el reclutamiento de mano de obra así como en la construcción y el mantenimiento de la infraestructura. La medida estaba destinada a revertir el creciente activismo del movimiento de resistencia filipino. Organizado por Benigno Ramos y Artemio Ricarte, nació de la negativa de José P. Laurel de reclutar filipinos para Japón. Un relato citó que la objeción de Laurel se debió a que Makapili no le debía lealtad a él ni a la república. Durante su toma de posesión, Ramos la describió como una organización apolítica, apartidista y no sectaria que tenía como objetivo destruir a los enemigos de la nación. Los miembros recibieron entrenamiento militar japonés y se convirtieron en soldados, espías y saboteadores.

## Operaciones
Al igual que el Ganap, la principal área de apoyo del Makapili fue la Gran Manila, aunque estableció capítulos en las islas, atrayendo algo de apoyo. En total, atrajo a 6.000 miembros, muchos de ellos agricultores pobres o sin tierra que se unieron al grupo debido a vagas promesas de reforma agraria después de la guerra. Estaban armados con bayonetas y lanzas de bambú, pero cuando creció el número de la fuerza títere japonesa, se equiparon con rifles. El Makapili no se utilizó para luchar contra las fuerzas estadounidenses y simplemente se desplegó para contrarrestar la guerrilla reconocida y la actividad militar de la Commonwealth filipina por parte de las fuerzas antijaponesas en las zonas rurales. El grupo también se utilizó inicialmente como guardias para instalaciones gubernamentales y japonesas. Los japoneses no confiaban en Makapili por sí solo, por lo que la mayoría de estos no fueron asignados como destacamentos separados, sino que fueron asignados a unidades japonesas.
Después de que terminara la guerra en 1945, el grupo fue disuelto y vilipendiado por su participación en algunas de las atrocidades japonesas en las islas. Como resultado, los miembros individuales enfrentaron juicios por traición.
En 1951 se hizo una película del mismo nombre protagonizada por Justina David.

## Legado
El Makapili fue fuertemente y extensamente vilipendiado por el pueblo filipino después de la guerra. Por ejemplo, las películas filipinas posteriores a la Segunda Guerra Mundial que retratan a miembros del Makapili generalmente los muestran usando un bayong (una canasta tejida hecha de hojas) con agujeros para los ojos y señalando a las personas que sospechan que son simpatizantes de la resistencia, luego se les muestra saliendo del área mientras los soldados japoneses están ahora custodiando a los simpatizantes de la resistencia que señalaron.